# Norman Bingley
Norman Bingley (17 settembre 1863 – 16 gennaio 1940) è stato un velista britannico.
Ha vinto la medaglia d'oro olimpica nella vela alle Olimpiadi 1908 tenutesi a Londra, nella classe 7 metri.